# Andalgalomys olrogi
Andalgalomys olrogi es una especie de roedor de la familia Cricetidae.

## Distribución geográfica
Se encuentra sólo en Argentina. 

## Hábitat
Su hábitat natural son: desiertos cálidos.